# 格利澤1227
格利泽1227是一顆位於天龍座附近的紅矮星，距離地球約27.2光年。